# A Touch of Green
A Touch of Green (chino, 一把青) es una serie de televisión taiwanesa de 2015 producida por Public Television Service. Está basada en el cuento de Pai Hsien-yung de 1971 del mismo nombre. La historia se centra en la vida de un grupo de pilotos de la Fuerza Aérea de la República de China y sus familias durante la Revolución Comunista China en China continental y el período del Terror Blanco en Taiwán.
A Touch of Green fue galardonada con 6 premios en los Golden Bell Awards 2016, incluyendo Mejor Serie de TV, Mejor Dirección (Tsao Jui-yuan) y Mejor Actor (Wu Kang-jen).

## Sinopsis
Ambientada en el período comprendido entre 1945 y 1981, la historia se centra en tres mujeres, desde sus días como estudiantes hasta sus matrimonios con pilotos de la Fuerza Aérea de la República de China, cuando se trasladan con sus maridos desde Nanking a Taiwán en 1949 después de la retirada del Gobierno de la República de China (ROC) y el Kuomintang (KMT). La historia enfatiza la vida cotidiana de las familias que se quedaron en la aldea, experimentando el dolor de dejar su hogar y la separación de sus seres queridos. Su experiencia compartida une a las familias militares para apoyarse mutuamente. A través de su amor y vínculo, sobreviven a las dificultades.
La historia incluye:
- 1945-1949, episodios 1 a 20, segunda guerra sino-japonesa, revolución comunista china (activismo estudiantil en Nanking 1946 y campaña de Liaoshen)
- 1954-1981, Episodios 21 a 31, Revolución Comunista China, Terror Blanco (Taiwán), Escuadrón Murciélago Negro, Escuadrón Gato Negro

## Reparto
- Cheryl Yang como Qin Qian-yi.
- Tien Hsin como Zhou Wei-xun.
- Weber Yang como Jiang Wei Cheng.
- Gaby Chun-tian Lan como Shao Zhi-jian.
- Wu Kang-ren como Guo Zhen.
- Cindy Yu-han Lien como Zhu Qing.
- Wen Chen-ling como Shao Mo-ting.
  - Zhuang Xin-yu como joven Shao Mo-ing.
- Hans Chung como Gu Zhao-jun.
- Fan Kuang-yao como Fan Ren-xian.
- Ban Tie-xiang como el Sr. Gong
- Li Shao-jie como Wang Ying.
- Shi Ming-shuai como Wang Gang.
- Huang Shang-ho como el Sr. Han, Teniente de la Novena Brigada.

## Emisión
| Canal                | Sitio   | Fecha                   | Hora |
| -------------------- | ------- | ----------------------- | --- |
| PTS                  | Taiwán  | 19 de diciembre de 2015 | Sábado 21:00-23: 00 |
| Line TV              | Taiwán  | 19 de diciembre de 2015 | Sábado 21:00 |
| Fox Networks G       | Taiwán  | 8 de mayo de 2016       | Domingo 22: 00-24: 00 |
| Canal chino estrella | Taiwán  | 16 de julio de 2016     | Sábado 22:00-24: 00 |
| Astro Shuang Xing    | Malasia | 4 de mayo de 2016       | Lunes a viernes 16:00-17: 00 |
| Talentvision         | Canadá  | 29 de julio de 2016     | Zona horaria occidental de lunes a viernes a las 18:30 y 00:30 Zona horaria del este de lunes a viernes 9:30 p. m. y 3:30 a. m. |

## Premios y nominaciones
| Año  | Ceremonia                           | Categoría                                          | Candidato                                                                         | Resultado |
| ---- | ----------------------------------- | -------------------------------------------------- | --------------------------------------------------------------------------------- | --------- |
| 2016 | 51.° Golden Bell Awards             | Mejor Serie de Televisión                          | A Touch of Green                                                                  | Ganadora  |
| 2016 | 51.° Golden Bell Awards             | Mejor actor principal en una serie de televisión   | Wu Kang-ren                                                                       | Ganador   |
| 2016 | 51.° Golden Bell Awards             | Mejor actriz principal en una serie de televisión  | Cindy Yu-han Lien                                                                 | Nominada  |
| 2016 | 51.° Golden Bell Awards             | Mejor actriz principal en una serie de televisión  | Cheryl Yang                                                                       | Nominada  |
| 2016 | 51.° Golden Bell Awards             | Mejor actriz de reparto en una serie de televisión | Tien-hsin                                                                         | Nominada  |
| 2016 | 51.° Golden Bell Awards             | Mejor actor revelación en una serie de televisión  | Cindy Yu-han Lien                                                                 | Ganador   |
| 2016 | 51.° Golden Bell Awards             | Mejor dirección para una serie de televisión       | Tsao Jui-yuan                                                                     | Ganador   |
| 2016 | 51.° Golden Bell Awards             | Mejor guion para una serie de televisión           | Huang Shih-ming                                                                   | Nominado  |
| 2016 | 51.° Golden Bell Awards             | Mejor fotografía                                   | Han Chi-hsuan                                                                     | Nominado  |
| 2016 | 51.° Golden Bell Awards             | Mejor montaje cinematográfico                      | Tu Min-chi                                                                        | Nominado  |
| 2016 | 51.° Golden Bell Awards             | Mejor sonido                                       | Chen Hsiao-hsia, Zhang Yi, Wu Bai-chun, Huang Da-wei, Lin Chuan-zhi, Chen Jie-han | Nominados |
| 2016 | 51.° Golden Bell Awards             | Premio a la mejor iluminación                      | Ting Hai-te                                                                       | Ganador   |
| 2016 | 51.° Golden Bell Awards             | Premio al mejor arte y diseño                      | Hui Ying-kwong, Yao Jun, Xu Shu-hua, Yan Zhen-qin                                 | Ganadores |
| 2016 | 21.° Premios de Televisión Asiática | Mejor Actriz Protagónica                           | Cheryl Yang                                                                       | Ganadora  |
| 2016 | 21.° Premios de Televisión Asiática | Mejor actor secundario                             | Gaby Chun-tian Lan                                                                | Nominado  |
| 2016 | 21.° Premios de Televisión Asiática | Mejor actriz de reparto                            | Tien-hsin                                                                         | Ganadora  |
| 2016 | 21.° Premios de Televisión Asiática | Mejor dirección (ficción)                          |                                                                                   | Ganador   |
| 2016 | 21.° Premios de Televisión Asiática | Mejor guion original                               | Huang Shih-ming                                                                   | Ganador   |
| 2016 | 21.° Premios de Televisión Asiática | Mejor tema musical                                 | "看淡" (Así como es)                                                              | Ganador   |